# Moustapha Dieng
Pour les articles homonymes, voir Dieng.
Moustapha Dieng (né à l'époque en Afrique-Occidentale française et aujourd'hui au Sénégal) est un joueur de football international sénégalais, qui évoluait au poste de défenseur.

## Biographie

### Carrière en club
Moustapha Dieng joue à l'ASC Jeanne d'Arc.

### Carrière en sélection
Moustapha Dieng joue en équipe du Sénégal au cours des années 1960.
Il participe avec le Sénégal aux Coupes d'Afrique des nations de 1965 et de 1968. Le Sénégal se classe quatrième de la CAN en 1965 et est éliminé eu premier tour de la CAN de 1968.